# キム・サンウク (アイスホッケー)
キム・サンウク（1988年4月21日 - ）は、韓国のソウル出身のプロアイスホッケー選手。ポジションはフォワード。アジアリーグアイスホッケーのHLアニャンに所属。

## 経歴
延世大学出身。
2010-2011シーズンに安養ハルラに入団。
2012-2013シーズンはフィンランドの2部リーグであるメスティスのHCケスキウーシマーでプレーした。同年でハルラに復帰した。
2014-2015シーズンからはデミョン・サンムでプレーした。
2015-2016シーズンで退団。
2016-2017シーズンにハルラに復帰した。
2023-2024シーズンはシーズン終了後の2024年3月26日にはアジアリーグの最多ポイント賞を受賞した。　
プレーオフではチームが2シーズン連続となる8度目の優勝を果たし、キムも優勝を経験することになった。

## 詳細情報

### 表彰
アジアリーグアイスホッケー
- 最多ポイント賞：1回（2023-24）